# Gratallops (ort)
Gratallops är en ort i Spanien.   Den ligger i provinsen Província de Tarragona och regionen Katalonien, i den östra delen av landet, 400 km öster om huvudstaden Madrid. Gratallops ligger 325 meter över havet och antalet invånare är 221.
Terrängen runt Gratallops är huvudsakligen kuperad, men åt sydväst är den platt. Runt Gratallops är det ganska glesbefolkat, med 34 invånare per kvadratkilometer. Närmaste större samhälle är Mont-roig del Camp, 19,3 km sydost om Gratallops. 